# Mennan Yapo
Menan Yapicioglu nacido en Múnich (Alemania) en 1966, es un director, guionista, productor y actor alemán. 
Nació y creció en Múnich (Alemania), siendo sus padres de descendecia turca. Ha estado trabajando en el mundo del cine desde 1998, habiendo trabajado como asistente en numerosas ocasiones y como publicista.
Puntualmente ha participado como actor en películas como The Pillow Book (1996), en la que no está acreditado, o Good Bye, Lenin! (2003), en la que aparece brevemente.
Su debut como director se produjo con la película Lautlos (2004), siendo estrenada en numerosos países directamente en el mercado del DVD. En su país de origen, Alemania, fue estrenda en cines, recaudando unos escasos 196.724 dólares. Sin embargo ganó el Premio especial del jurado en el Cognac Festival du Film Policier por esta película.
Su debut en Hollywood se produjo con el thriller Premonition (2007), protagonizado por Sandra Bullock y estrenado el 27 de marzo de ese año en Estados Unidos.

## Filmografía como Director
| Año  | Película    |
| ---- | ----------- |
| 2004 | Lautlos     |
| 2007 | Premonition |